# Faliráki
Faliráki (grec moderne : Φαληράκι) est une station balnéaire grecque de la communauté d’Asklipiío, dans le district municipal de Rhodes du Sud (en) sur l'île de Rhodes. La ville est située à 14 km au sud de Rhodes et à 10 km de l'aéroport.

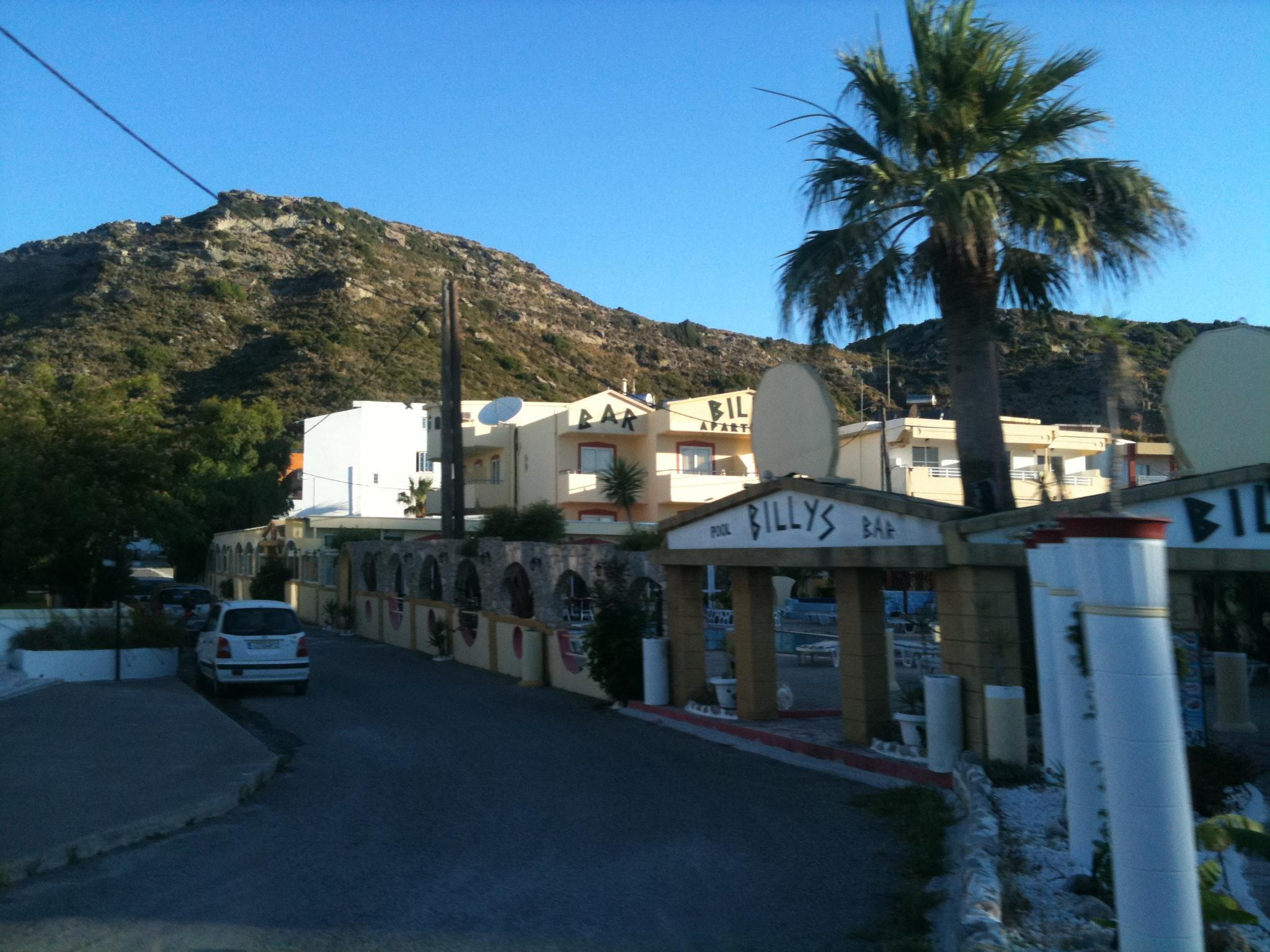
Une rue de Faliráki